# Lindeborg
Lindeborg är ett bostadsområde i stadsdelen Hyllie, Malmö. 
Lindeborg består till övervägande delen av flerfamiljshus, byggda på 1970-talet. Höghusområdet var ett av de sista som byggdes i Malmö inom ramen för det så kallade miljonprogrammet. Det finns även flera låga hus med lägenheter byggda på 1980-talet i östra delen av området, samt flera områden med koloniträdgårdar. Området ligger mellan Pildammsvägen och Trelleborgsvägen, söder om Inre Ringvägen samt norr om Svågertorp.
Skolan i området heter Lindeborgsskolan (F-9). Runt skolan ligger sporthall, idrottsplats, vårdcentral och Sankt Mikaels kyrka. Idrottsplatsen är hemmaplan för Lindeborgs FF 1948, tidigare Eriksfälts FF, som bildades 1948 och 2010 spelar i division 5. Söder om idrottsplatsen finns Rymdlekplatsen som är en av Malmö kommuns temalekplatser.
Malmö stadsbussar 7 och 9 stannar i Lindeborg. Regionbuss 170 som går till Lund har hållplats i Lindeborgs centrum.
Lindeborg är uppkallat efter gården Lindeborg, som förr låg i området.

## Historia
Det område som skulle bli stadsdelen Lindeborg var ännu 1970 ett utpräglat jordbrukslandskap med ett fåtal utskiftade gårdar i Bunkeflo landskommun. Marken hade flera olika ägare. Från 1886 gick Malmö-Trelleborgs järnväg fram genom nordvästra hörnet av området och på 1930-talet tillkom en samlad egnahemsbebyggelse, kallad Bergdala, i nordöstra delen. Järnvägen lades ner 1971, samma år som Bunkeflo inkorporerades med Malmö. Samtidigt påbörjades utbyggnaden av det nya bostadsområdet Lindeborg, uppkallat efter en av de gårdar som revs i samband med det storskaliga bostadsbyggandet. Flertalet av gårdarna med tillhörande trädgårdsanläggningar försvann vid exploateringen, men kom att leva kvar som kvartersnamn.
I 1966 års generalplan markerades schematiskt en bebyggelse på Lindeborg. Västra delen avsågs bebyggas med så kallade "storhus" och den östra med småhus. Däremellan fanns mark avsedd för skola, handel och andra allmänna ändamål. 1972 fastställdes en stadsplan för större delen av Lindeborg. Den var utarbetad 1970 av Vattenbyggnadsbyrån (VBB) genom Curt Ivarsson. Han hade tidigare medverkat vid planläggningen av Klostergården i Lund och planen för Lindeborg blev nästan en kopia av Klostergårdsplanen. VBB utarbetade ursprungligen två olika alternativ med flerbostadshus i sex respektive åtta våningar. Båda förslagen kritiserades men alternativet med åttavåningshus kom slutligen att förordas. Den främsta kritiken mot planerna var placeringen av fyra sextonvåningshus söder om den blivande Sofieholmsparken. Dessa ansågs genom sin skuggverkan avsevärt försämra miljön i den intilliggande parken och för villabebyggelsen. Punkthusen kom dock aldrig att uppföras. Inte heller de lamellhus i tre och sex våningar som planerades i öster och längst i norr kom till utförande. Istället kom 1 ½-plans radhus och friliggande småhus att uppföras. Ändringen 1976 motiverades med att man eftersträvade ett mer varierat utbud av hustyper och boendeformer än vad gällande plan medgav.